# 卫洙
卫洙（?—?），唐朝河中河东（今山西永济）人。唐宪宗的驸马。卫次公之子。
卫洙登进士第，娶唐宪宗之女临真公主。官至给事中、检校秘书少监。唐文宗说：“卫洙起于名家，以文学进，希望谏官爱护他。”咸通二年（861年）八月，唐懿宗以中书舍人卫洙为工部侍郎。再改任银青光禄大夫、检校礼部尚书，兼滑州刺史、御史大夫、驸马都尉，充义成军节度使、郑滑颍观察处置等使。卫洙上奏状：“蒙恩除授滑州刺史，官号内一字与臣家讳音同（刺和次），虽文字有殊，而声韵难别，请改授闲官者。”唐懿宗敕：“嫌名不讳，著在礼文，成命已行，固难依允。”咸通年间卫洙去世。